# Carrick Rangers Football Club
Il Carrick Rangers Football Club, meglio noto come Carrick Rangers, è una società calcistica nordirlandese con sede nella città di Carrickfergus. Fondata nel 1939, oggi milita nella prima serie nazionale.
Disputa i match interni nello stadio Taylors Avenue, che ospita 6.000 spettatori, di cui 400 seduti.
Nella sua storia ha conquistato una Irish Cup nel 1976; come club di seconda divisione, batté 2-1 in finale il Linfield, ottenendo l'accesso alla successiva Coppa delle Coppe.
| Stagione | Competizione      | Turno    | Nazione                | Avversario     | Andata | Ritorno | Totale |
| -------- | ----------------- | -------- | ---------------------- | -------------- | ------ | ------- | ------ |
| 1975-76  | Coppa delle Coppe | 1º turno | Lussemburgo (bandiera) | Aris Bonnevoie | 3-1    | 1-2     | 4-3    |
|          |                   | 2º turno | Inghilterra (bandiera) | Southampton FC | 2-5    | 1-4     | 3-9    |

In grassetto le gare casalinghe.

## Palmarès

### Competizioni nazionali
- Irish Cup: 1

1975-1976
- IFA Championship: 8

1961-1962, 1972-1973, 1974-1975, 1976-1977, 1978-1979, 1982-1983, 2010-2011, 2014-2015

### Competizioni regionali
- County Antrim Shield: 1

1993

### Altri piazzamenti
- Irish Cup:

Finalista: 1983-1984, 1994-1995
- Irish Football League Cup:

Finalista: 2016-2017
Semifinalista: 1998-1999, 2001-2002
- IFA Championship:

Secondo posto: 2018-2019